# Італійська Серія A 1930–1931
Сезон 1930/31 Серії A — футбольне змагання у найвищому дивізіоні чемпіонату Італії, 2-й турнір з моменту започаткування Серії A. Участь у змаганні брали 18 команд, 2 найгірші з яких за результатами сезону полишили елітний дивізіон.
Переможцем сезону став клуб «Ювентус», для якого ця перемога у чемпіонаті стала 3-ю в історії.
| Чемпіон Італії 1930/31 |
| ---------------------- |
| «Ювентус» 3-й титул    |

## Команди-учасниці

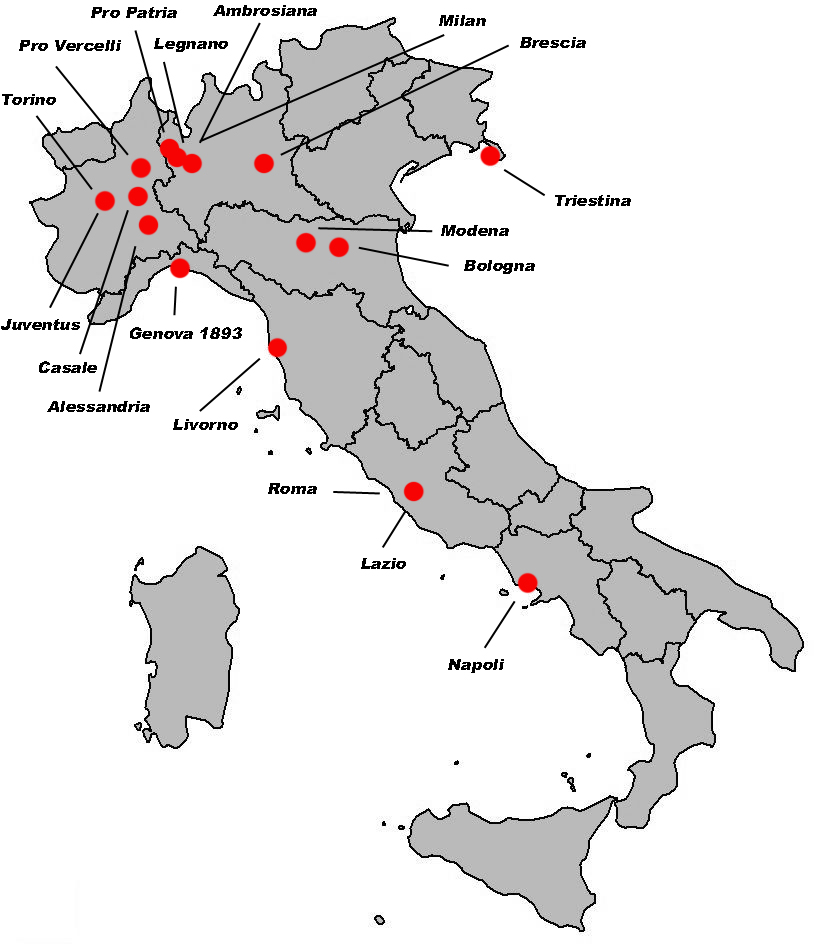
Місцезнаходження команд Серії A сезону 1930/31

Участь у турнірі брали 18 команд:

## Підсумкова таблиця
|                                          |     | Серія A 1930–31 | О  | І  | В  | Н | П  | М+ | М- |
| ---------------------------------------- | --- | --------------- | -- | -- | -- | - | -- | -- | -- |
| Чемпіон Італії · Вийшов до Кубка Мітропи | 1.  | »Ювентус"       | 55 | 34 | 25 | 5 | 4  | 79 | 37 |
| Вийшов до Кубка Мітропи                  | 2.  | «Рома»          | 51 | 34 | 22 | 7 | 5  | 87 | 31 |
|                                          | 3.  | «Болонья»       | 48 | 34 | 21 | 6 | 7  | 81 | 33 |
|                                          | 4.  | «Дженова 1893»  | 47 | 34 | 22 | 3 | 9  | 58 | 47 |
|                                          | 5.  | «Амброзіана»    | 38 | 34 | 15 | 8 | 11 | 60 | 45 |
|                                          | 6.  | «Наполі»        | 37 | 34 | 18 | 1 | 15 | 54 | 49 |
|                                          | 7.  | «Торіно»        | 36 | 34 | 14 | 8 | 12 | 52 | 43 |
|                                          | 8.  | «Лаціо»         | 35 | 34 | 15 | 5 | 14 | 45 | 44 |
|                                          | 9.  | «Брешія»        | 34 | 34 | 13 | 8 | 13 | 51 | 55 |
|                                          | 10. | «Про Верчеллі»  | 33 | 34 | 13 | 7 | 14 | 60 | 60 |
|                                          | 11. | «Модена»        | 33 | 34 | 14 | 5 | 15 | 61 | 66 |
|                                          | 12. | «Мілан»         | 31 | 34 | 12 | 7 | 15 | 48 | 53 |
|                                          | 13. | «Алессандрія»   | 26 | 34 | 10 | 6 | 18 | 52 | 67 |
|                                          | 14. | «Трієстина»     | 25 | 34 | 8  | 9 | 17 | 32 | 55 |
|                                          | 15. | «Про Патрія»    | 23 | 34 | 8  | 7 | 19 | 37 | 61 |
|                                          | 16. | «Казале»        | 21 | 34 | 8  | 5 | 21 | 31 | 64 |
| Вибув до Серії B                         | 17. | «Ліворно»       | 20 | 34 | 6  | 8 | 20 | 34 | 71 |
| Вибув до Серії B                         | 18. | «Легнано»       | 19 | 34 | 6  | 7 | 21 | 30 | 71 |

## Бомбардири
Найкращим бомбардиром сезону 1930-31 Серії A став гравець клубу «Рома» Родольфо Волк, який відзначився 29 забитими голами.
|     | Гравець           | Команда        | Голів | (пенальті) |
| --- | ----------------- | -------------- | ----- | ---------- |
| 1°  | Родольфо Волк     | «Рома»         | 29    | -          |
| 2°  | Джузеппе Меацца   | «Амброзіана»   | 24    | -          |
| 3°  | Антоніо Вояк      | «Наполі»       | 20    | 2          |
|     | Раймундо Орсі     | «Ювентус»      | 20    | 4          |
| 5°  | Карло Регуццоні   | «Болонья»      | 18    | 2          |
| 6°  | Чезаре Фазанеллі  | «Рома»         | 17    | -          |
| 7°  | Ельвіо Банкеро    | «Дженоа»       | 16    | -          |
|     | Джованні Феррарі  | «Ювентус»      | 16    | -          |
|     | Альфредо Маццоні  | «Модена»       | 16    | 1          |
|     | Анджело Ск'явіо   | «Болонья»      | 16    | -          |
|     | Джованні Веккіна  | «Ювентус»      | 16    | -          |
| 12° | Сільвіо Піола     | «Про Верчеллі» | 13    | -          |
|     | Федеріко Мунераті | «Ювентус»      | 13    | -          |
|     | П'єро Пасторе     | «Лаціо»        | 13    | -          |

## Чемпіони
Склад переможців турніру:
| Воротарі: Джанп'єро Комбі (29 матчів), Умберто Гібаудо (4), Альфредо Бодойра (1). Захисники: Умберто Калігаріс (34), Вірджиніо Розетта (28), Маріо Ферреро (6), Карло Бігатто (1). Півзахисники: Маріо Варльєн (33.1), Франческо Рієр (28.2), Оресте Барале (22), Альдо Воллоно (10), Ліно Моска (7), Еугеніо Кастеллуччі (2), Карло Кротті (1). Нападники: Федеріко Мунераті (33, 13), Раймундо Орсі (33, 20), Джованні Веккіна (31, 16), Ренато Чезаріні (29, 8), Джованні Феррарі (34, 16), Джованні Варльєн (6), Гільберто Польяно (1), Олів'єро Вояк (1). Тренер: Карло Каркано. |